# Hyggelig

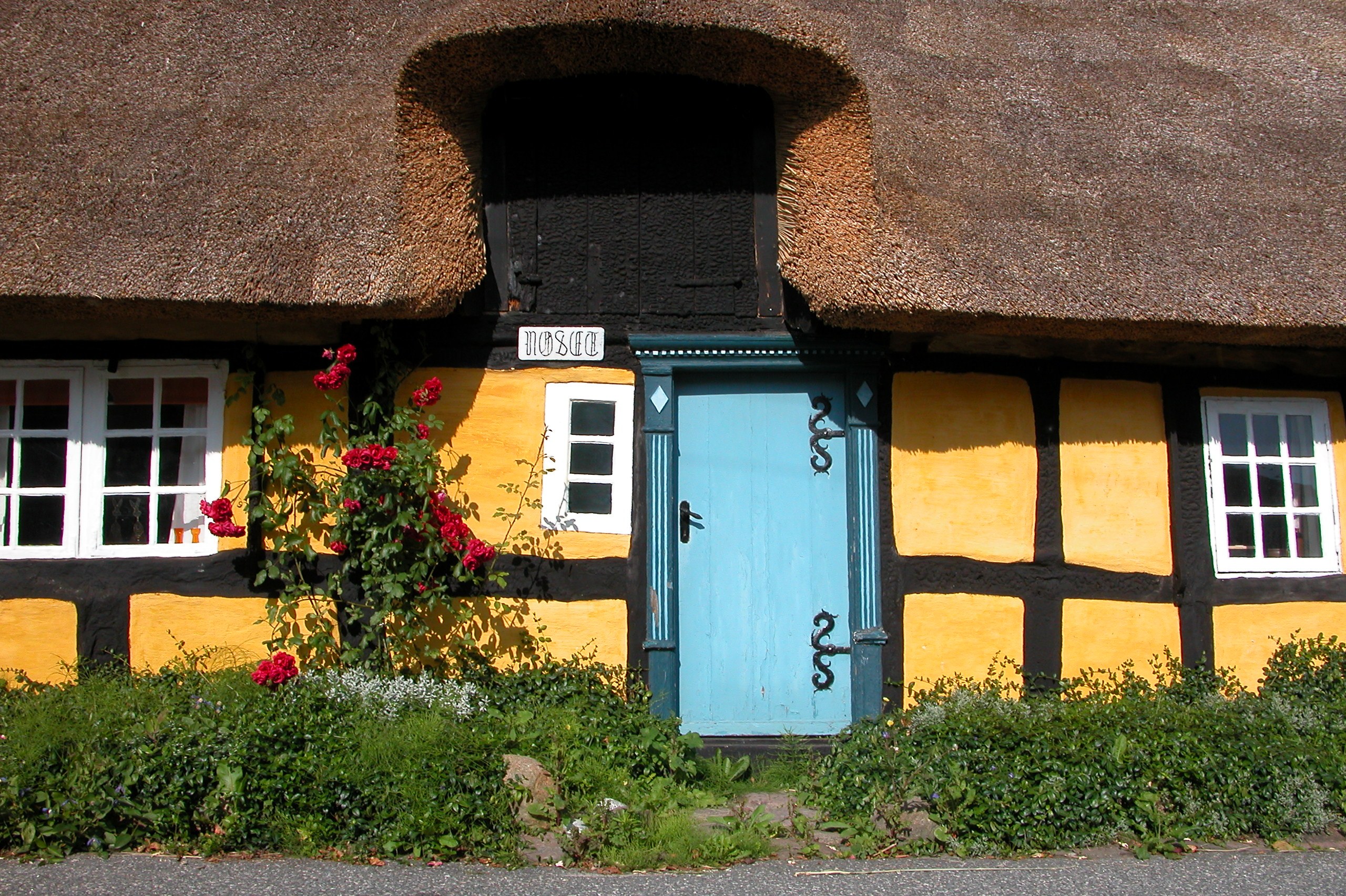
Ein hyggeliges Haus auf Ærø.

Hyggelig (ursprünglich dän. und norw. ['hygəli], eingedeutscht ['hʏgəliç] oder, wohl unter Einfluss von hügelig, ['hyːgəliç]) ist ein im Dänischen und Norwegischen häufig verwendetes Adjektiv, das wörtlich „gemütlich“, „angenehm“, „nett“ und „gut“ bedeutet. Darüber hinaus hat hyggelig auch weitere, durchweg positiv belegte Konnotationen wie „geborgen“, „intim“, „behaglich“, „im trauten Heim“, „lieblich“, „malerisch“, „Trost spendend“, „klein, aber fein“, „niedlich“. Diese Bedeutungen umfassend wird der Begriff oft im Sinne von „typisch dänisch“ auch von Dänen selbst als nationales Stereotyp gebraucht.
Im Deutschen wird das Wort gelegentlich als Danismus verwendet.

## Wortherkunft
Zurückgehend auf das Substantiv hu („Sinn“, „Gedanke“), bedeutete hyggelig ursprünglich im Dänischen „sorgfältig“, „nachdenklich“, in diesen Bedeutungen ist es heute jedoch veraltet („sorgfältig“ ist omhyggelig). Seit dem 19. Jahrhundert ist es in der Bedeutung „Wohlbefinden verbreitend“ belegt und konnte etwas später unter norwegischem oder schwedischem Einfluss auch auf Personen angewendet werden.
Hygge ist sowohl ein Verb als auch ein Substantiv und ein Adjektiv (hyggelig). Hygge hat die ursprüngliche Bedeutung von „hegen“, „Wohlbefinden verbreiten“ deutlich überschritten. Über die Vorstellung, dass z. B. ein gutes Buch tröstlich sein kann, „hyggt man sich“ im Dänischen mit ablenkender Lektüre (at hygge sig, „sich trösten“, „sich selber etwas Gutes tun“).
Die Negation von hyggelig ist uhyggelig („un-hyggelig“) und kann zur Bezeichnung von leichtem Unbehagen bis hin zu Katastrophen verwendet werden. Als Untertreibung zur Vermeidung von Flüchen wird die Litotes „alles andere als hyggelig“ (alt andet end hyggeligt) gebraucht.

## Entwicklung zum Danismus
Die mit dem Begriff verbundenen Eigenschaften und Konnotationen werden von vielen Dänen als Teil einer nationalen Eigenart betrachtet. Entsprechend wird das Wort auch von Nicht-Dänen zur Charakterisierung der dänischen Mentalität verwendet:

„Die Vorliebe für hygge und das Bedürfnis danach ist ein wichtiger Teil der dänischen Mentalität. […] Es ist die Kunst, Intimität zu schaffen, ein Gefühl von enger Freundschaft, Heiterkeit und Zufriedenheit, alles kombiniert in einem Begriff.“

Dementsprechend wird der Begriff auch im Deutschen zumeist verwendet, um ein landestypisches, skandinavisches Kolorit zu erzeugen, wie etwa in „Die Zimmer erweisen sich als ausgesprochen gemütlich – ‚hyggelig‘, wie die Dänen sagen“.

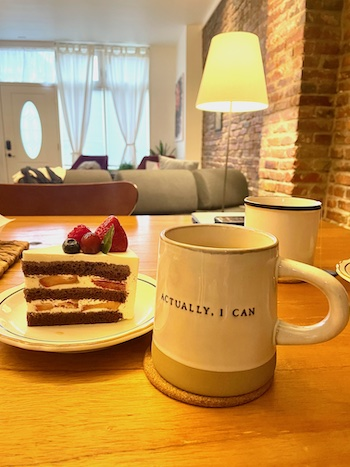
Kaffee und Kuchen mit Freunden und Verwandten als hyggelige Tradition